# Jozef De Wilde

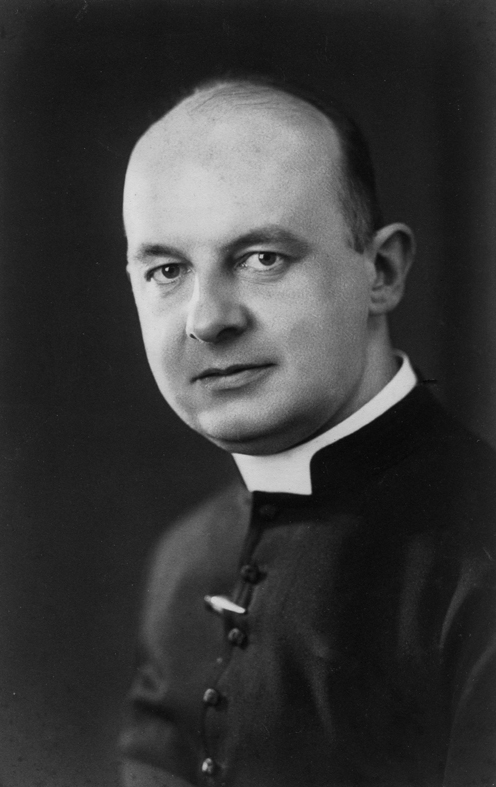

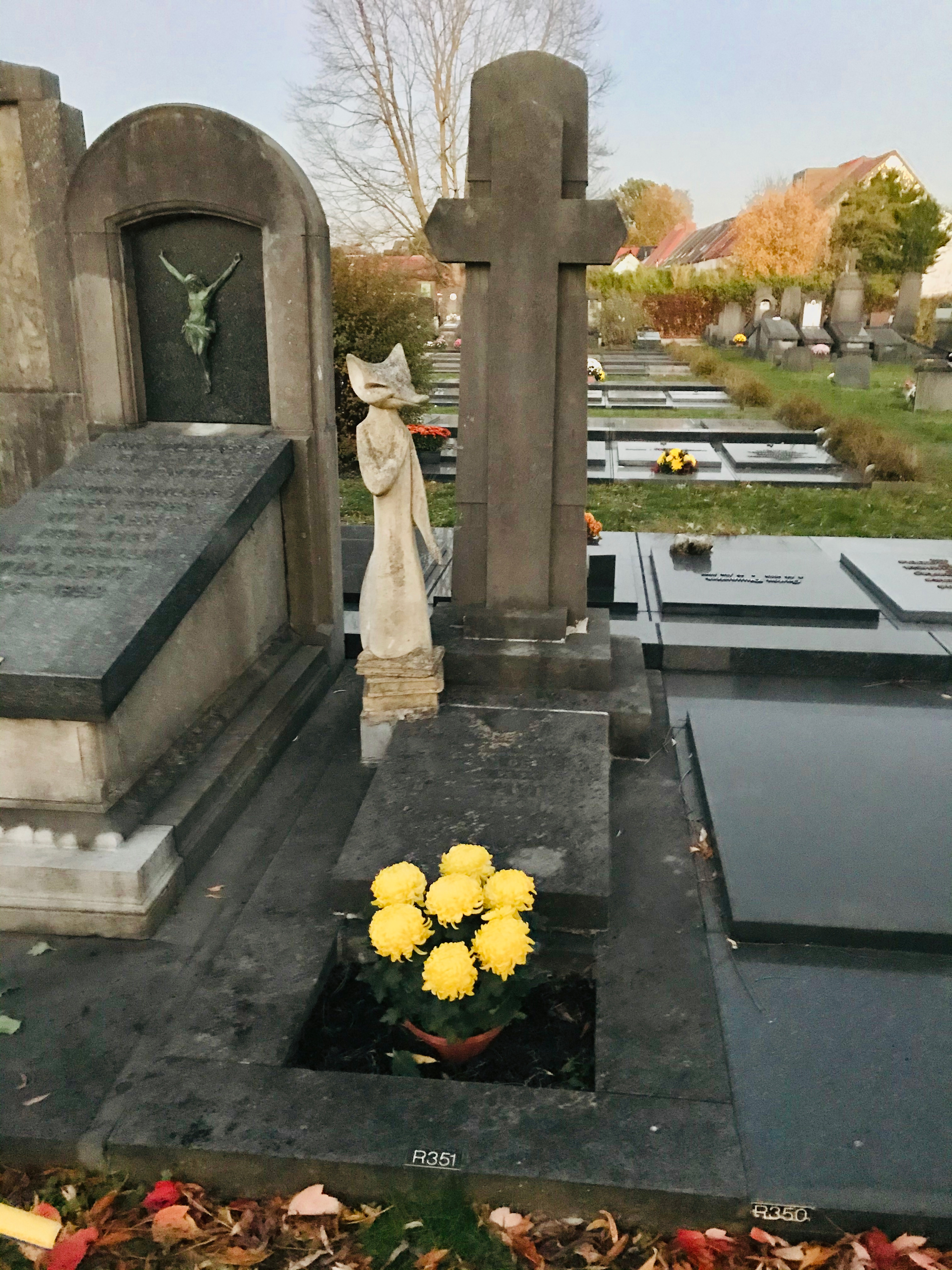
Het graf van August en Jozef De Wilde op de Campo Santo begraafplaats te Sint-Amandsberg

Jozef De Wilde (Sint-Amandsberg, 12 september 1906 – Zele, 27 juni 1993) was een Vlaams-nationalistisch priester en schrijver.

## Leven
Hij werd geboren in een katholiek Vlaamsgezind ondernemingsgezin en was de jongere broer van Vlaams-nationalistisch politicus August De Wilde. Tijdens zijn opleiding in het Gentse Sint-Lievenscollege werd hij aangetrokken door de geschiedenis van zijn geboortestreek. Na zijn priesterwijding in 1929 werd hij onderpastoor in Doel. Hij vond er een geestesgenoot in zijn oude pastoor die het vuur van de geschiedvorsing aanwakkerde.
In 1933 werd hij onderpastoor in het Vrasene en in 1935 ruilde hij de Wase gemeente voor de post van pastoor van de Onze-Lieve-Vrouweparochie in Sint-Niklaas. Daar vervulde hij een vooraanstaande rol in het lokale culturele en wetenschappelijke leven. Hij richtte de Bibliotheca Wasiana op, werd bestuurslid van de Oudheidkundige Kring van het Land van Waas en redactiesecretaris van de Annalen. Ondertussen publiceerde hij bijdragen in heemkundige, geschiedkundige en andere tijdschriften. Hij wordt beschouwd als één der eerste heemkundigen die een nauwe samenwerking onderhield met academici op het vlak van historische geografie en toponymie.
Hij bouwde een vriendschap op met Jozef Goossenaerts, eveneens een intellectueel van Vlaams-nationalistische strekking die zich inzette voor de 'Vlaamse volksontvoogding'. Het was Goossenaerts die hem op het pad bracht van Reynaert de Vos. Sinds 1953 speurde De Wilde naar de oorsprong van de geschiedenis van de vermaarde vos. Met Maurits Gysseling en de Amsterdamse hoogleraar Wytze Gerbens Hellinga behoorde hij tot de gereputeerde Reinaert-kenners van de Lage Landen. Als gepassioneerde onderzoeker bleef hij zoeken naar de exacte waarheid. Daardoor wilde hij pas in 1989 zijn bevindingen voorleggen met de publicatie van "Van den vos Reynaerde ontsluierd", wat hijzelf als zijn levenswerk beschouwde. Volgens De Wilde is het Reinaertverhaal de vermomde machtsstrijd tussen het adeldom in Oost-Vlaanderen rond het begin van de 13e eeuw. Hoewel het verhaal oorspronkelijk van een Franse auteur is, slaat het volgens hem toch op Vlaamse toestanden. De oorspronkelijke tekst van "Le Plaid" werd vertaald door ene Willem die Madocke maecte die er vervolgens zelf een "vervlaamst" vervolg op schreef tot aan de veroordeling van Reinaert. De Wilde was ervan overtuigd dat die "Willem die Madocke maecte" in het echt Willhelmus Phyisicus was, de hofschrijver van Zeger III Vanviggezelede bruggraaf van Gent die op zijn beurt dan weer de werkelijke Reinaert de vos uit het verhaal zou zijn.
Jozef De Wilde was eveneens de auteur van het het Waaslandlied op muziek gezet door Fernand Van Durme.
Ondertussen was Jozef de Wilde in 1950 verhuisd als pastoor naar Semmerzake en in 1959 naar Lembeke. In 1976 keerde hij naar Sint-Niklaas terug om er te ‘rusten’ en diverse onderzoeken af te werken. Hij bracht zijn laatste levensjaar door in Zele en werd begraven op het Campo Santo in Sint-Amandsberg. Op zijn graf staat een beeldhouwwerk van Firmin De Vos.

## Voornaamste afzonderlijke publicaties
- De zegebanier, 1941
- Kroniek van Lembeke, 1985
- Van den vos Reynaerde ontsluierd, 1989

## Prijzen
- Het Grote Stadsplaket van Sint-Niklaas, 1986
- Laureaat van de Frans de Potter-Jan Broeckaertprijs, 1985

- Digitale Bibliotheek voor de Nederlandse Letteren: wild005
- Virtual International Authority File: 289727135